# Ratpert (Abt)
Ratpert († um 782) war kurzzeitig Abt des Klosters St. Gallen. Die Aufzeichnungen über sein Leben sind dürftig. Bereits die ältesten Äbtelisten nennen aber einen Abt mit Namen Ratpert im Jahr 782. Da sein Vorgänger Johannes II. von Konstanz den Aufzeichnungen zufolge am 9. Februar 782 starb und die erste Urkunde seines Nachfolgers Waldo von Reichenau vom 8. November desselben Jahres stammt, war Ratbert nur rund 8 Monate im Amt. Diese Angaben sind jedoch unsicher.